# Spalacopsis phantasma
Spalacopsis phantasma là một loài bọ cánh cứng trong họ Cerambycidae.